# Toni Robaina
Antonio Segura Robaina (Las Palmas de Gran Canaria, España, 30 de noviembre de 1974) es un exfutbolista español que se desempeñaba como centrocampista. Su hijo, Toni Segura, también es futbolista profesional.

## Clubes
| Club                          | País     | Año       |
| ----------------------------- | -------- | --------- |
| U. D. Las Palmas              | España   | 1991-1995 |
| C. D. Tenerife                | España   | 1995-1998 |
| U. D. Las Palmas              | España   | 1999      |
| Sporting de Lisboa            | Portugal | 1999-2000 |
| Universidad de Las Palmas     | España   | 2000-2001 |
| A. D. Ceuta                   | España   | 2001-2002 |
| U. D. Pájara-Playas de Jandía | España   | 2002-2003 |
| Universidad de Las Palmas     | España   | 2003-2004 |
| C. D. Guijuelo                | España   | 2004-2005 |
| Castillo C. F.                | España   | 2005-2006 |
| U. D. Villa de Santa Brígida  | España   | 2007-2008 |